# Tony Berber Sardinha
Antonio "Tony" Paulo Berber Sardinha é um linguista brasileiro conhecido por seus trabalhos em linguística de corpus, área em que é considerado pioneiro no Brasil. É professor da Pontifícia Universidade Católica de São Paulo.